# Spectroscopie des rayons X
La spectroscopie des rayons X rassemble plusieurs techniques de caractérisation spectroscopique de matériaux par excitation par rayons X. Trois familles de techniques sont le plus souvent utilisées.

## Spectroscopie électromagnétique
Selon les phénomènes mis en jeu, on distingue trois classes :
| Mécanisme                     | Nom en français                                                          | Nom en anglais                         | Excitation                              | Exemples     | Détection                |
| ----------------------------- | ------------------------------------------------------------------------ | -------------------------------------- | --------------------------------------- | ------------ | ------------------------ |
| Spectrométrie d'absorption    | Spectrométrie d'absorption des rayons X (SAX)                            | X-ray absorption spectroscopy (XAS)    | Rayons X                                | XANES, EXAFS | Rayons X non absorbés    |
| Spectroscopie d'émission      | Spectroscopie d'émission de rayons X (de)                                | X-ray emission spectroscopy (XES)      | Radiations d'électrons                  |              | Rayons X émis            |
| Spectroscopie d'émission      | Spectroscopie d'émission de rayons X induite par des particules chargées | Particle induced X-ray emission (PIXE) | Radiations de particules chargés (ions) |              | Rayons X émis            |
| Spectroscopie de fluorescence | Spectrométrie de fluorescence des rayons X (SFX)                         | X-ray fluorescence spectroscopy (XRF)  | Rayons X                                |              | Fluorescence de rayons X |

L'analyse se fait par l'une des deux méthodes suivantes :
- analyse dispersive en énergie (Energy-dispersive x-ray analysis (EDXA) en anglais) ;
- analyse dispersive en longueur d'onde (Wavelength dispersive x-ray analysis (WDXA) en anglais).

## Spectroscopie photoélectronique
La spectroscopie photoélectronique utilisant les rayons X comme source d’excitation est la spectrométrie photoélectronique X ou spectroscopie des rayons X de photoélectrons (X-ray photoelectron spectroscopy (XPS) en anglais) aussi connue sous le nom de spectroscopie d'électrons pour l'analyse chimique (ESCA).

## Spectroscopie électronique Auger
La spectroscopie électronique Auger (en) (AES) utilisant les rayons X comme source d’excitation est la spectroscopie électronique Auger induite par rayons X (X-ray induced Auger electron spectroscopy (XAES) en anglais).